# 팔달문 동종
팔달문 동종(八達門銅鐘)은 대한민국 경기도 수원시에 있는 화성 축성과 동시에 건조된 성의 사대문의 남문인 팔달문 2층 누상에 달려 있는 종이다. 1976년 7월 3일 경기도 유형문화재 제69호로 지정되었다.
종걸이는 음통이 없는 용두뿐이고 상대에는 내부에 글씨를 넣은 수십 개의 문양을 두 줄로 나란히 돌렸으며 종신에는 이 종을 주조한 장소와 연대 유래, 주조자들의 명문이 주자 혹은 각자되어 있다. 하대에는 보상당초화문을 양주하여 돌린 고려의 전형적인 양식을 계승한 조선종의 형식을 하고 있다.

## 개요
고려 1080년(문종 34) 2월, 개성에서 주조되어 수원 만의사에서 사용되다가 숙종 13년(1687) 3월, 만의사 주지승 도화가 다시 주조되었다. 정조 때 화성축성과 함께 파루용의 기능으로 전락하여 화성행궁 사거리(종로)에 종각 설치 후 이전되었으나 1911년 일제에 의해 정오 및 화재경보용으로 팔달문 누상으로 다시 이전·설치되어 팔달문동종으로 불리게 되었다. 1976년 7월 3일 경기도 유형문화재 제69호로 지정되었으며 현재는 영통구 창룡문길 443 수원박물관에서 전시되고 있다.

## 특징
경기도 화성문 만의사 종으로 주조되었으나 수원 화성 건설과 함께 종로의 종각으로 옮겨지면서 팔달문 동종이라 불렀다. 종신의 기록을 통해 1080년 처음 만들어졌고, 1687년 경기도 수원부 만의사 대종으로 새로이 주조했다는 사실을 알 수 있다. 종의 상대는 범자를 새겨 넣은 원형 문양을 2줄로 돌렸고, 그 아래에 4개의 유곽과 보살입상을 교대로 배치하였다. 유곽안의 유두가 보상화문으로 표현된 것이 독특하다. 문화재 보호를 위해 2008년 9월 수원박물관으로 이전하였다.

## 같이 보기
- 수원 화성
- 팔달문